# Syntomopus pallipes
Syntomopus pallipes is een vliesvleugelig insect uit de familie Pteromalidae. De wetenschappelijke naam is voor het eerst geldig gepubliceerd in 1886 door Rudow.